# توماس ريان
توماس ريان (بالإنجليزية: Thomas Ryan) (23 أبريل 1987 سايلم الولايات المتحدة - ) هو لاعب كرة قدم أمريكي، يلعب كمدافع.

## مسيرته

### مسيرته مع الأندية
- 2005 - 2006 لعب مع Cascade Surge [الإنجليزية]‏ 11 مباراة.
- 2009 - 2009 لعب مع Capital FC [الإنجليزية]‏ 7 مباريات.
- 2010 - 2010 لعب مع Real Maryland F.C. [الإنجليزية]‏ مباراة.